# Bahnhof Kōzu
Der Bahnhof Kōzu (jap. 国府津駅, Kōzu-eki) ist ein Bahnhof auf der japanischen Insel Honshū, betrieben von der Bahngesellschaft JR East. Er befindet sich in der Präfektur Kanagawa auf dem Gebiet der Stadt Odawara.

## Verbindungen
Kōzu ist ein Trennungsbahnhof an der Tōkaidō-Hauptlinie, einer der bedeutendsten Bahnstrecken Japans. Von dieser zweigt die Gotemba-Linie ab, die bis 1934 Teil der Tōkaidō-Hauptlinie war und seither eine Alternativroute darstellt. Die Gesellschaft JR East führt den Personenverkehr auf dem Abschnitt Tokio–Atami der Tōkaidō-Hauptlinie durch. Auf der Gotemba-Linie verkehren Züge von JR Central.
Auf der Tōkaidō-Hauptlinie herrscht reger Verkehr mit einer Vielzahl von Regional-, Eil- und Schnellzügen; während der Hauptverkehrszeit halten hier stündlich bis zu 13 Züge je Richtung. Hervorzuheben sind insbesondere die Rapid Acty (快速アクティー, Kaisoku akutī) von Tokio nach Atami, die Commuter Rapid (通勤快速, Tsūkin Kaisoku) von Tokio nach Odawara und die Shōnan Liner (湘南ライナー, Shōnan Rainā). Zusätzlich verkehren einzelne Züge der Shōnan-Shinjuku-Linie über die nominelle Endstation Ōfuna hinaus nach Odawara. Auf der Gotemba-Linie fahren Regionalzüge in einem unregelmäßigen Takt (ca. alle 30 bis 60 Minuten) über Gotemba nach Numazu, mit Halt an allen Stationen. Ergänzt wird das Angebot zu den Hauptverkehrszeiten durch Verstärkerzüge nach Gotemba.
Der südliche Bahnhofsvorplatz ist ein wichtiger Knotenpunkt des lokalen und regionalen Busverkehrs. Er wird von über 20 Linien bedient, die von den Gesellschaften Kanagawa Chūō Kōtsū, Hakone Tozan Bus und Fujikyū Shōnan Bus betrieben werden.

## Anlage
Der Bahnhof liegt am östlichen Stadtrand nahe dem Ufer der Sagami-Bucht, in einem schmalen Küstenstreifen parallel zur Nationalstraße 1. Er ist von Osten nach Westen ausgerichtet und besitzt neun Gleise, von denen fünf dem Personenverkehr dienen. Sie liegen am Hausbahnsteig und an zwei überdachten Mittelbahnsteigen. Erreichbar sind letztere über eine Unterführung am westlichen Ende und eine gedeckte Überführung in der Mitte der Anlage; am östlichen Ende befindet sich ein schmaler Straßentunnel. Das Empfangsgebäude an der Südseite ist ein vierstöckiger Betonblock und enthält überwiegend Büros.
Zwei Durchfahrtsgleise gehören zu der von JR Freight betriebenen Tōkaidō-Güterlinie. Westlich des Bahnhofs ermöglicht ein Überwerfungsbauwerk die niveaufreie Kreuzung der Gotemba-Linie mit der Tōkaidō-Hauptlinie und der Tōkaidō-Güterlinie. Etwa drei Kilometer nordwestlich befindet sich das Betriebswerk Kōzu von JR East. Es ist vom Bahnhof aus über ein Zugangsgleis erreichbar, das parallel zum Streckengleis von JR Central verläuft, mit diesem aber nicht verbunden ist.
Im Fiskaljahr 2017 nutzten täglich durchschnittlich 5.998 Fahrgäste den Bahnhof (nur JR East, ohne Fahrgäste der Gotemba-Linie von JR Central).

## Bilder

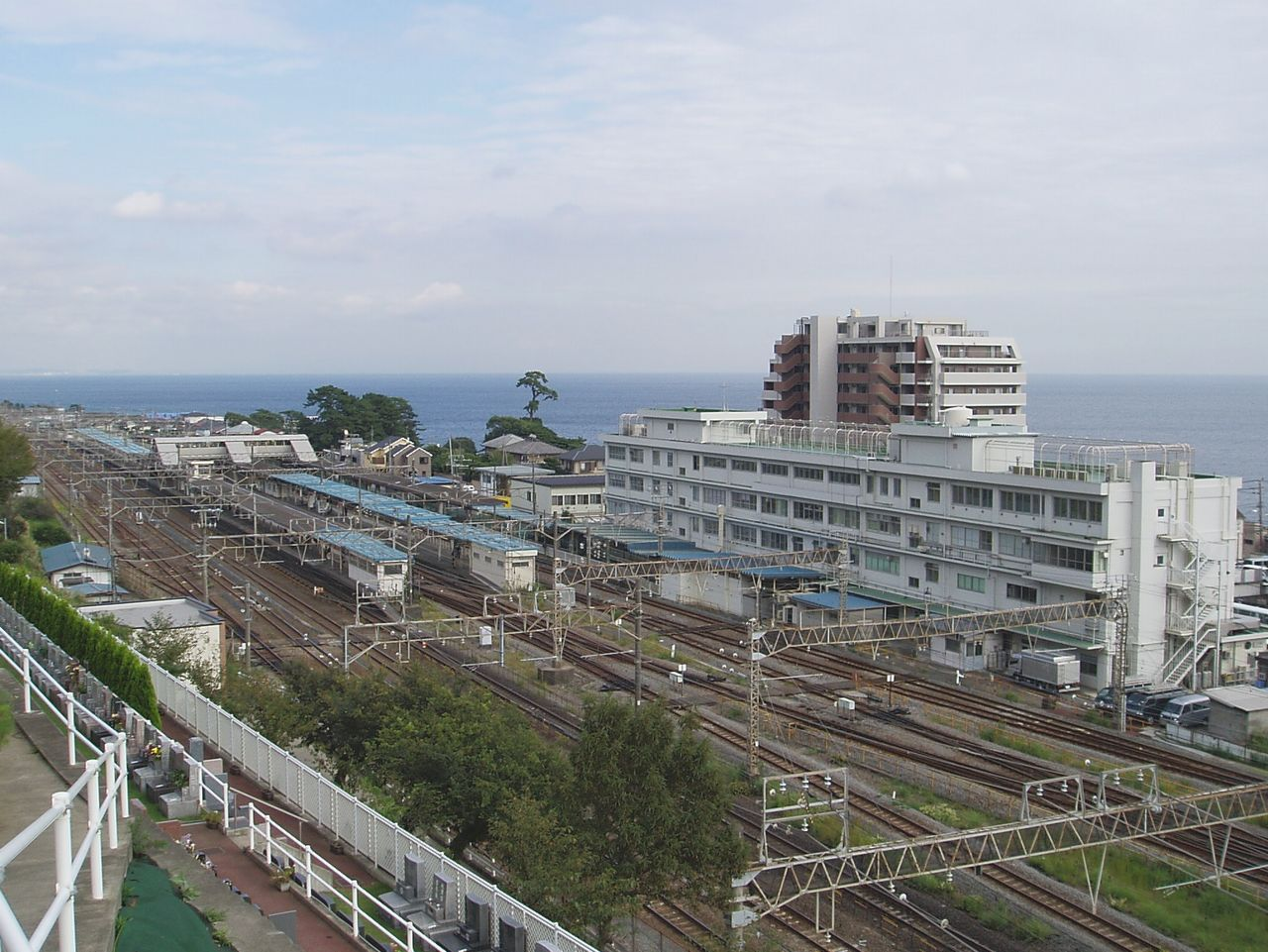
Ansicht von oben
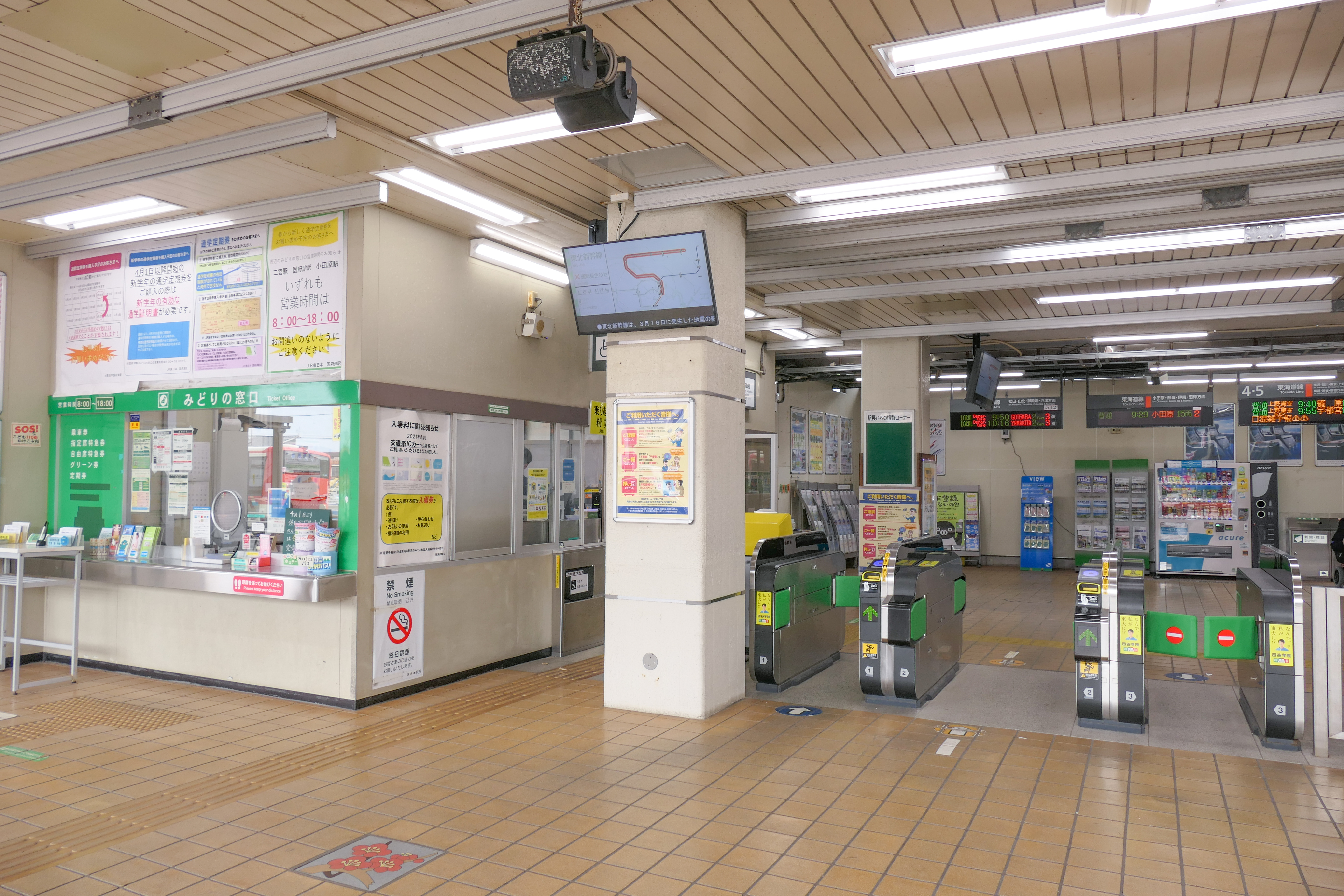
Bahnsteigsperren und Verkaufsschalter
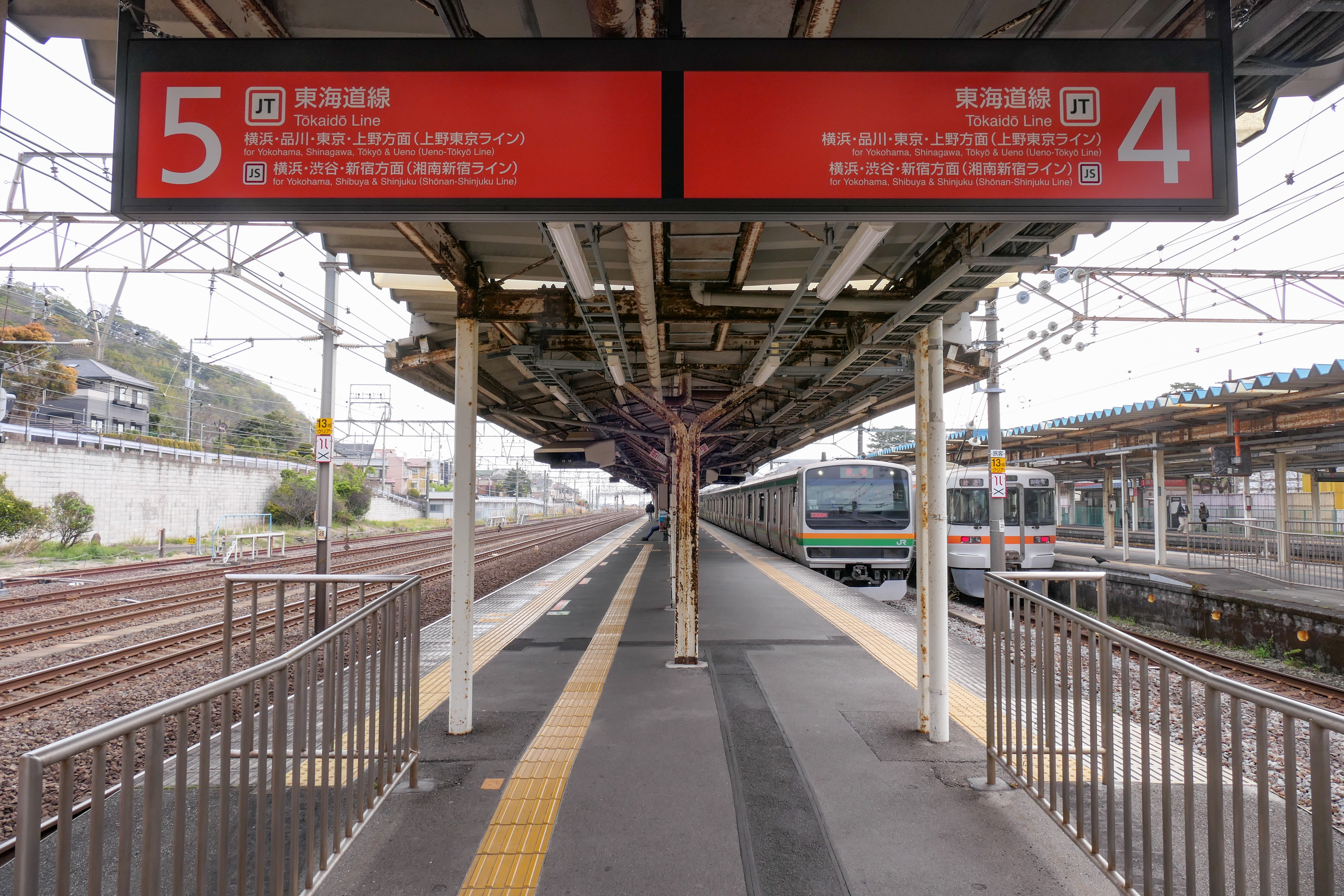
Bahnsteig (Gleis 4/5)

## Gleise
| 1/2 | ▉ Tōkaidō-Hauptlinie    | Odawara • Atami • Itō / Numazu      |
| 3   | ▉ Gotemba-Linie         | Matsuda • Gotemba • Numazu          |
| 4/5 | ▉ Tōkaidō-Hauptlinie    | Yokohama • Shinagawa • Tokio • Ueno |
| 4/5 | ▉ Shōnan-Shinjuku-Linie | Yokohama • Shibuya • Shinjuku       |

## Linien
| Verlauf der Tōkaidō-Hauptlinie (Tokio–Atami) |
| --- |
| Tokyo • Shimbashi • Shinagawa • Kawasaki • Yokohama • Totsuka • Ōfuna • Fujisawa • Tsujidō • Chigasaki • Hiratsuka • Ōiso • Ninomiya • Kōzu • Kamonomiya • Odawara • Hayakawa • Nebukawa • Manazuru • Yugawara • Atami |

| Verlauf der Gotemba-Linie |
| --- |
| Kōzu • Shimosoga • Kami-Ōi • Sagami-Kaneko • Matsuda • Higashi-Yamakita • Yamakita • Yaga • Suruga-Oyama • Ashigara • Gotemba • Minami-Gotemba • Fujioka • Iwanami • Susono • Nagaizumi-Nameri • Shimo-Togari • Ōoka • Numazu |

## Geschichte

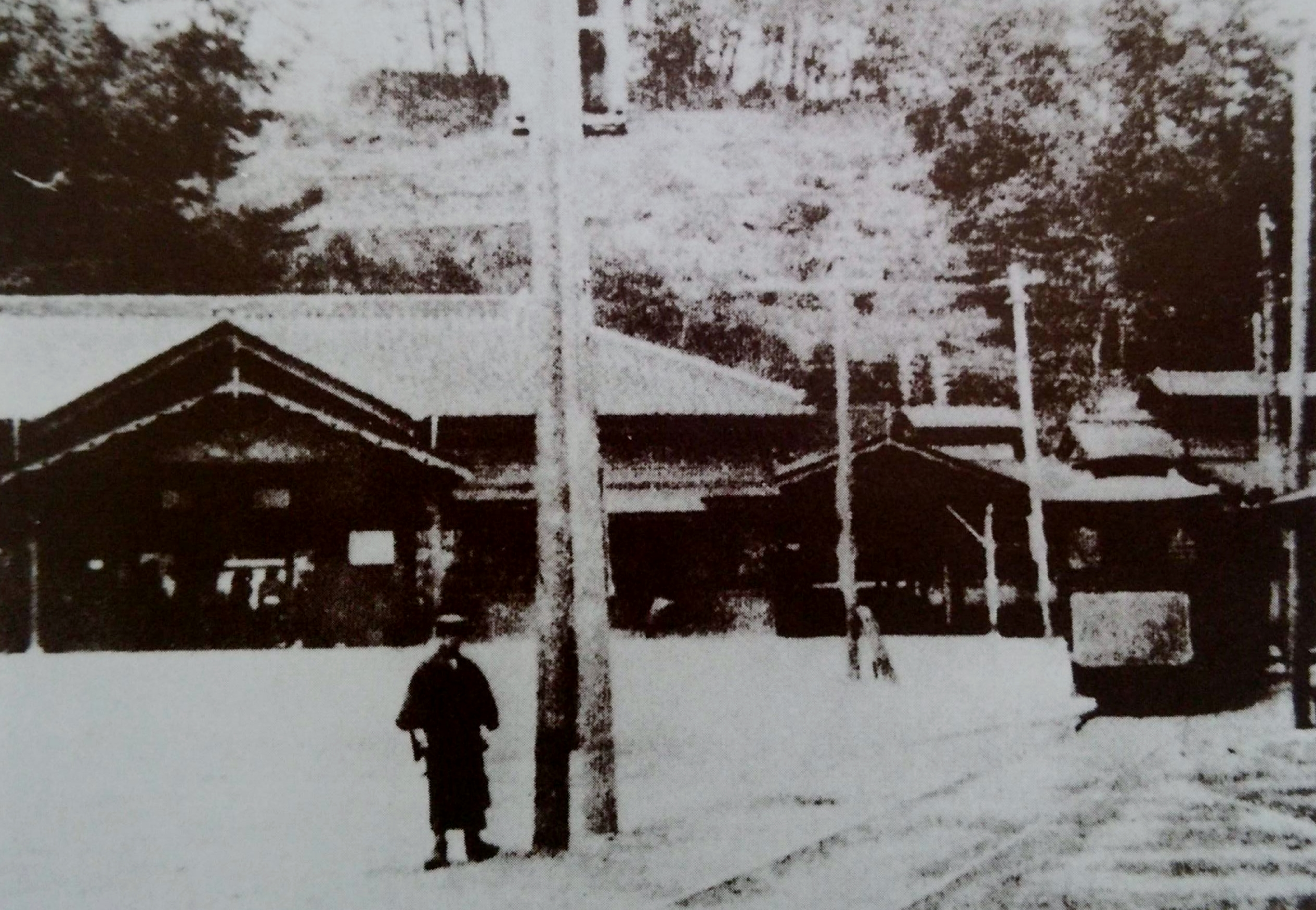
Bahnhof Kōzu im Jahr 1909

Am 11. Juli 1887 eröffnete die staatliche Eisenbahn ein Teilstück der Tōkaidō-Hauptlinie, das von Yokohama nach Kōzu führte. Rund eineinhalb Jahre lang war Kōzu die Endstation und wurde damals von täglich drei Zügen bedient. Mit der Eröffnung des Abschnitts über Gotemba und Numazu nach Shizuoka am 1. Februar 1889 nahm das Verkehrsaufkommen markant zu. Fünf Monate später, am 1. Juli 1889, war die gesamte Tōkaidō-Hauptlinie zwischen Tokio und Kōbe durchgehend befahrbar. Die steigungsreiche Streckenführung via Gotemba erwies sich zunehmend als Flaschenhals, weshalb das Eisenbahnministerium ein Vierteljahrhundert später den Bau einer Neubaustrecke über Atami in Angriff nahm. Ihr erster Abschnitt zwischen Kōzu und Odawara ging am 21. Oktober 1920 in Betrieb. Das Teilstück Yokohama–Kōzu wurde am 13. Dezember 1925 elektrifiziert, das Teilstück Kōzu–Odawara am 1. Februar 1926.
Mit der um mehrere Jahre verspäteten Eröffnung der Neubaustrecke und des Tanna-Tunnels am 1. Dezember 1934 änderten sich die Verkehrsströme grundlegend. Der Fernverkehr führte nicht mehr über die alte Gebirgsstrecke via Gotemba, die den neuen Namen Gotemba-Linie erhielt, sondern über Atami. Ab 1955 fuhren Dieseltriebwagen auf der Gotemba-Linie, am 27. April 1968 erfolgte auch dort die Elektrifizierung. Die Japanische Staatsbahn stellte den Güterumschlag im Bahnhof Kōzu am 20. Mai 1970 ein und verlagerte diesen zum zwei Kilometer weiter westlich gelegenen, neu errichteten Güterbahnhof. Ebenfalls 1970 wurde das Empfangsgebäude durch einen Neubau ersetzt und am 14. Mai 1985 die Gepäckaufgabe eingestellt. Im Rahmen der Staatsbahnprivatisierung ging der Bahnhof am 1. April 1987 in den Besitz der neuen Gesellschaft JR East über.
Vom 1. Oktober 1888 bis zum 1. Dezember 1920 war der Bahnhof die nördliche Endstation der Straßenbahn Odawara.